# علاج بالقراءة
العلاج بالقراءة (أو الببليوثيرابيا Bibliotherapy) هو استخدام مواد قرائية مختارة كوسائل علاجية مساعدة في الطب البدني أو الطب النفسي وكذلك في التوجيه إلى حل المشاكل الشخصية من خلال القراءة الرشيدة.

## الفرق بين العلاج بالقراءة كعلم والعلاج بالقراءة كفن
وجدير بالذكر أن وصفة أو روشتة القراءة في عملية العلاج: علاج المرض العقلي أو المرض البدني يمكن أن ينظر 
إليه على أنه علم الببليوثيرابيا أو العلاج بالقراءة.
بينما محاولة علاج عيوب الشخصية أو مساعدة شخص ما على أن يحل مشاكله الشخصية من خلال مقترحات أو توصيات 
بقراءة كتب محددة من جانب أمين المكتبة أو المدرس أو الموجه النفسي أو أي شخص آخر خارج الوسط الطبي يمكن أن ينظر إليه على أنه فن الببليوثيرابيا فهو لا يبنى على تشخيص إكلينيكي ولكن على الفطنة والبصيرة والشفافية والتجربة الذاتية من جانب أمين المكتبة أو الأخصائي الاجتماعي أو النفسي، ومن الواضح أن فن العلاج بالقراءة أقل تعقيداً من علم العلاج بالقراءة.

## متطلبات العلاج بالقراءة كعلم
وعلم القراءة أو الببليوثيرابيا كعلم بتطلب:
1. عناصر بشرية تدخل فيه على النحو الآتي: مريض – عضو أو أعضاء من الهيئة الطبية أي مهنة الطب (طبيب –ممرضة...) – أمين مكتبة.
2. تحليل دقيق لحالة المريض ثم تحليل لاحتياجاته من جانب الهيئة الطبية.
3. روشتة قراءة من جانب الهيئة الطبية.
4. مجموعة كافية ومتنوعة من الكتب والدوريات وغير ذلك من المواد المكتبية المستحدثة موجود في المكتبة.
5. وضع تقارير دقيقة كم جانب أمين المكتبة يرفعها إلى الطبيب عن الحالة ثم يستطيع الطبيب استخدام

القراءة في برنامج العلاج.
1. إنشاء علاقة وثيقة بين أمين المكتبة والمريض حتى يثق المريض في أمين المكتبة ويقبل على استخدام الكتب في

المكتبة.
1. كتابة تقارير دورية عن استجابة المريض وردود أفعاله يكتبها أمين المكتبة ويسلمها للهيئة الطبية أولا

بأول.

## متطلبات العلاج بالقراءة كفن
1. عناصر بشرية على النحو الآتي: قارئ عادي لديه مشكلة عقلية أو عضوية – شخص متعاطف معه وهذا الشخص

هو صاحب معرفة واسعة وعريضة وشخصية بالكتب من جهة وطبيعة النفس البشرية من جهة أخرى.
1. مجموعة كتب متنوعة ومتدرجة بما يكفي المساعدة في حل المشاكل والتغلب عليها.
2. علاقة طيبة ووثيقة بين القارئ (صاحب المشكلة) وبين أمين المكتبة تدعو إلى الثقة فيه والاستماع لنصائحه

واتباعها.

## لمحات من تاريخ العلاج بالقراءة
يعتبر مفهوم العلاج بالقراءة مفهوم قديم من مفاهيم علم المكتبات والمعلومات اشار إلى فائدته المصريون القدماء وكذلك الإغريق. فعلى سبيل المثال كانت المكتبة الطبية للطبيب اليوناني القديم جاينوس مفتوحة للجميع ممن يريد القراءة خصوصاً لاعضاء المشفى الذين يعملون معه. وفي القرن الثالث العشر الميلادي كان القرآن الكريم يوصف كعلاج للمرضى الراقدين في مستشفى المنصور في القاهرة. 
وفي بدايات القرن التاسع عشر كان الطبيب النفسي الشهير في أمريكا بنجامين رش يوصف باستخدام مكتبة المستشفى لا فقط من اجل المتعة بل من اجل تيسير الشفاء. وفي بدايات القرن العشرين صارت المكتبات جزءاً مهماً من اجزاء المصحات العقلية في أوروبا. 
- برزت إ. كاتلين جونز في سنة 1904 كأول أمينة مكتبة تقوم ببرامج ناجحة للعلاج بالقراءة في مكتبات مستشفى ماكلين في ويفرلي في ماساشوستس، ولما كانت كاتلين جونز هي أول أمينة مكتبة مؤهلة ومدربة تقوم باستخدام الكتب في علاج المرضى عقلياً فقد كانت أول من فتح الباب لجعل الببليوثيرابيا فرعاً من فروع علم المكتبات والاعتراف به، ورغم توقف برنامج العلاج بالقراءة بعد ازدهار كبير في تلك المستشفى بسبب نقص المال وانتهاء عمل الأمينة الفذة في ذلك البرنامج إلا أنه يعتبر حلقة هامة في تاريخ العلاج بالقراءة.
- لقد لقيت عمليات العلاج بالقراءة دفعة قوية خلال الحرب العالمية الأولى 1914 م – 1918 م ممارسة وتنظيراً فقد قام المكتبيون والأشخاص العاديون وعلى رأسهم الصليب الأحمر واتحاد المكتبات الأمريكية ببناء المكتبات وتحمل مسئولياتها، وفي نهاية الحرب قام مكتب المجندين في الولايات المتحدة بتسلم مهام المستشفيات العسكرية بما فيها المكتبات وتحمل مسؤولياتها، ومنذ ذلك التاريخ قامت إدارة التجنيد بالدور الأكبر في العلاج بالقراءة.
- قام أدوين استارباك (بالإنجليزية: Edwin Starbuck)‏ في عام 1928 م بتحرير «دليل كتب الأطفال من أجل تنمية الشخصية»، وتضمن الدليل قائمة كتب موزعة على الصفوف الدراسة اشتملت على قصص العفاريت والخرافات والأساطير، وفي مجلد آخر نجد قائمة بكتب القصص، وتضمن الدليل قائمة بالمواقف مرتبة حسب المواقف الأخلاقية الواردة والجانب من الشخصية الذي يدعم الموقف، وقد اعتبر هذا العمل الببليوجرافي ذو المجلدين أول مرجع مصنف حسب الاحتياجات الشخصية الخلقية.
- قامت شعبة مكتبات المستشفيات في اتحاد المكتبات الأمريكية في عام 1939 م باستحداث «لجنة الببليوثيرابيا» وذلك بهدف استقصاء إمكانيات استخدام الكتب كعلاج في تغيير الاتجاهات، ومن هنا يكون العلاج بالقراءة قد اكتسب وضعاً رسميا في مهنة المكتبات بتبني الاتحاد له.
- تم نشر أول إعلان في سنة 1956 م في مجلة المكتبات عدد يناير يطلب أخصائي علاج بالقراءة للعمل في إحدى المكتبات، ولم ينشر من هذا القبيل بعد ذلك سوى عدد محدود من الإعلانات.

## أهداف وأغراض الببليوثيرابيا
1. تقديم المعلومات.
2. تهيئة الظروف للتبصر أو الاستبصار insight.
3. تهيئة الظروف لمناقشة أركان وأبعاد المشكلة.
4. الوصول إلى قيم جديدة واتجاهات جديدة.
5. خلق الإحساس ولفت الانتباه إلى أن الآخرين لديهم نفس المشاكل.
6. إيجاد حلول للمشكلات التي تسبب المرض.
7. ربط الإنسان المريض بالواقع وإيجاد حلول واقعية لمشاكله.

## أساليب العلاج بالقراءة
هناك أسلوبان للعلاج بالقراءة:
- الأول: هو العلاج الفردي الذي يتناول حالة واحدة فقط.
- الثاني: هو العلاج الجماعي الذي يتناول مجموعة من الأفراد في وقت واحد، وعادة ما تكون ظروفهم المرضية واحدة ومستواهم العقلي والنفسي متقارب.

## أقسام الببليوثيرابيا

### الببليوثيرابيا المؤسسي
- الشكل: فرد أو جماعة عادة إيجابي.
- الحالة: مريض بدني أو نفسي – أو سجين – أو حالة خاصة.
- المتعاقد: المجتمع.
- المعالج: فريق من الأطباء والممرضين والمكتبيين.
- المادة المستخدمة: حقائقية تقليدية.
- الطريقة: مناقشة المادة.
- المكان / الموقف: المؤسسة العلاجية أو مكان خاص.
- الهدف: التبصير أو الإعلام.

### الببليوثيرابيا الإكلينيكي
- الشكل: جماعي – نشيط – طوعاً أو كرهاً.
- الحالة: شخص ذو مشاكل عاطفية أو سلوكية.
- المتعاقد: المجتمع أو الفرد.
- المعالج: الطبيب أو أخصائي الصحة العقلية أو أمين المكتبة وغالباً معاً في فريق.
- المادة المستخدمة: خيالية بعيدة عن الواقع.
- الطريقة: مناقشة المادة مع التركيز على رد فعل المريض وبصيرته.
- المكان / الموقف: المؤسسة العلاجية أو مكان خاص أو داخل المجتمع.
- الهدف: التبصير و/أو تغيير السلوك.

## الببليوثيرابيا العام (التنموي)
- الشكل: جماعي – نشيط – طوعاً.
- الحالة: شخص طبيعي ولكن في أزمة.
- المتعاقد: الفرد.
- المعالج: أمين المكتبة أو المدرس أو رجل الدين أو آخرون.
- المادة المستخدمة: خيالية و/أو حقائقية.
- الطريقة: مناقشة المادة مع التركيز على رد فعل المريض وبصيرته.
- المكان / الموقف: داخل المجتمع.
- الهدف: التنمية الطبيعية وتحقيق الذات وتوافق الذات.

## أنواع الإنتاج الفكري المستخدمة في العلاج بالقراءة
1. الكتب السماوية المقدسة وعلى رأسها القرآن الكريم. (لقوله تعالى "قل هو للذين آمنوا هدى وشفاء

والذين لا يؤمنون في آذانهم وقر وهو عليهم عمى").
1. الأحاديث النبوية الشريفة، (انظر كتاب الجواب الكافي لمن سأل عن الدواء الشافي لابن قيم الجوزية).
2. القصص القصيرة خاصة.
3. قصص الخيال العلمي.
4. القصص الخفيف والخرافي ومقالات المجلات والجرائد.
5. القصص العام.
6. الشعر
7. التراجم وسير الأنبياء.
8. كتب الإرشاد الذاتي.
9. كتب آداب السلوك.
10. كتب الروح.
11. الأفلام وما في حكمها.

وهذه الطرق المذكورة تتفاوت درجة فائدتها، فربما منها ما يكون ناجحا تماما ومنها ما هو قليل النجاح ومنها ما هو منعدم النجاح، والذي يحكم بتلك النتائج المتفاوتة هو الواقع المشاهد والعقل الصحيح والفطرة السليمة .